# Långfredagsskalvet i Alaska 1964
Långfredagsskalvet i Alaska, även kallad Den stora jordbävningen i Alaska, skedde fredagen den 27 mars 1964 klockan 17:36:14 Alaska Standard Time. Den är med sina 9,2 på Richterskalan den tredje kraftigaste jordbävningen som registrerats, efter den i Chile 1960 (9,5) och den i Indiska Oceanen 2004 (9,3). Epicentrum låg strax utanför kusten i Prince William Sound, i närheten av Anchorage. Jordbävningen orsakade omfattande materiella skador, men antalet dödsoffer – 131 personer – var lågt för en jordbävning av den storleken. 

## Jordbävningen
Klockan 17:36 lokal tid, när folk precis var på väg hem från sina jobb, brast en stor förkastning mellan Stilla havs- och den nordamerikanska kontinentalplattan i närheten av College Fjord i Prins William-sundet. Jordbävningen varade i tre till fem minuter på de flesta platserna. Förflyttningar på havsbottnen skapade stora tsunamier (upp till 67 meters höjd) som orsakade många av dödsoffren och en stor del av de materiella skadorna. Den vertikala förskjutningen uppskattas till som mest 11,5 meter. En area på 250 000 km² påverkades i Alaska.

## Antal döda och skador
Totalt 131 människor dog av jordbävningen och dess följdeffekter. Av dessa dog nio som en direkt följd av jordbävningen, 106 av tsunamier i Alaska, och 16 av tsunamier i Oregon och Kalifornien. De materiella skadorna uppskattades till över 300 miljoner dollar i dåvarande penningvärde och 1,8 miljarder dollar (ca 13 miljarder kronor) i 2006 års penningvärde. 

### Anchorageområdet

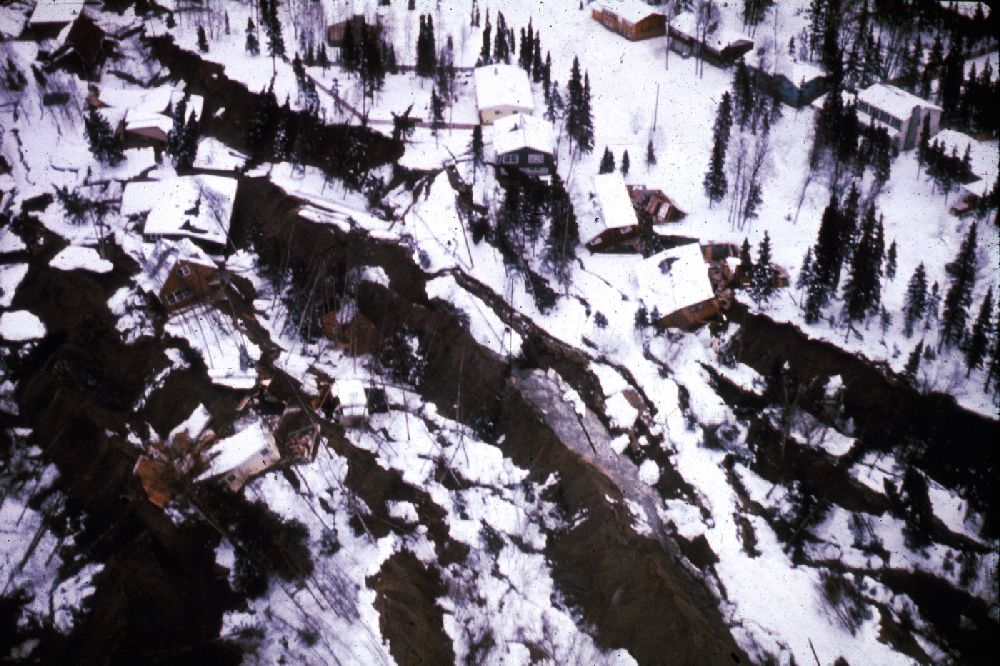
Jprdskred vid Turnagain Heights - exponerad jord är mörk i kontrast mot snön.

De mest omfattande materiella skadorna skedde i Anchorage, 120 km nordväst om epicentrum. Nio människor dog, de enda som dog av själva jordskalvet. Anchorage drabbades inte av tsunamier, men centrala Anchorage fick mycket stora skador. Delar av staden är byggda på lera och bland annat stadsdelen Turnagain Heights drabbades av ett jordskred. De flesta andra delar av staden fick endast måttliga skador.
De små städerna Girdwood och Portage, ca 60 km sydöst om Anchorage på halvön Turnagain Arm förstördes fullständigt. Girdwood återuppbyggdes ett par kilometer längre bort från kusten medan Portage, som på grund av subsidens efter skalvet befann sig under högvattennivå, övergavs helt.

### Övriga Alaska

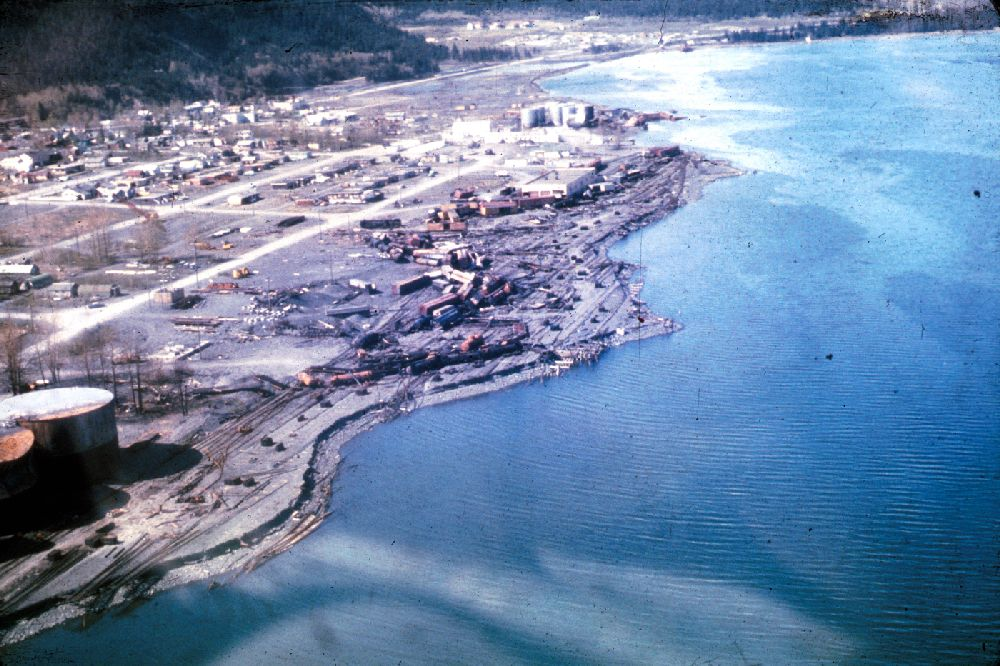
Seward, 1964.

De flesta städer, framförallt de med större hamnar, i Prins William-sundet, på Kenaihalvön och Kodiak Island blev svårt drabbade av en kombination av jordskalv, tsunamier, subsidens (landsänkning) och/eller eldsvådor. Valdez förstördes och flyttades sedan till fast mark 7 km från ursprungsplatsen. Flera av de mindre lägre liggande byarna i området som Chenega och Afognak förstördes nästan helt eller fullständigt. Jordbävningen orsakade också att missildetektionsstationen Clear Air Force Station slutade att fungera under sex minuter, dess enda oplanerade nertid någonsin.

### Kanada
En 1,4 meter hög våg nådde staden Prince Rupert i British Columbia ungefär 3,3 timmar efter jordskalvet. Tsunamin nådde sedan Tofino på västkusten av Vancouver Island och färdades upp genom en fjord för att drabba Port Alberni två gånger vilket skadade 375 hem och spolade bort ytterligare 55. Städerna Hot Springs Cove, Zeballos och Amai skadades också. Totalt uppskattades skadorna i Kanada till 10 miljoner kanadensiska dollar vilket i 2006 års penningvärde är 65 miljoner dollar (ca 420 miljoner kronor).

### Andra platser
Tolv människor dog av tsunamin i Crescent City. Även andra städer längs med USA:s stilla havskust och Hawaii drabbades. Mindre skador på båtar rapporterades så långt söderut som Los Angeles.